# Іван-Баба
Іван-Баба (крим. Ivan Baba, також «Святий Боб») — острів, скеля, висотою 30-50 метрів у Криму.

## Опис
Знаходиться в Феодосійському районі Автономної Республіки Крим, Україна.
Розташований на краю мису Кіїк-Атлама, від якого його відокремлює вузька протока зі скелястими берегами шириною близько 5-10 метрів і глибиною близько 20 метрів.
Дістатися на сам острів можна виключно на човні з сусіднього селища Кайгадор.
У підводній частині острова розташована печера.

## Назва
За однією з версій, свою назву острів отримав у Середньовіччі, бо чудово врятовані мореплавці звели на острові храм на честь святого Іоанна Хрестителя. У російському путівнику «Крим», виданому ще на початку XX століття, йдеться про те, що каплиця на острові була побудована на могилі загиблих рибалок.
Невелика каплиця незабаром назвала острівцю, який на середньовічних картах позначався як мис Святого Іоанна. Після XV століття ця назва перетворилася на Іван-Баба, що кримськотатарською означає «Іван-батько».

## Історія
Острів утворився внаслідок землетрусу, можливо також і участь ерозії під впливом морських хвиль та штормів, які нерідко в акваторії сусідньої Двоякорної бухти.
Каплиця на острові Іван-Баба була побудована на замовлення якогось Іллі Філімонова на ознаменування нею чудового порятунку під час бурі наприкінці XIX століття. Вона була знищена у 1938—1939 роках групою комсомольців, які завезли на острів вибухівку та підірвали каплицю.
У дев'яностих роках ХІХ століття поблизу через туман розбився пасажирський пароплав «Костянтин», залишки якого можна побачити на морському дні поблизу острова.
До 1991 року острів був закритий для відвідування через розташований неподалік військового заводу. Постійне населення на самому острові відсутнє, проте тут процвітають колонії пернатих, насамперед бакланів.